# District de Nushki
Le district de Nushki (en ourdou : ضلع نوشکی) est une subdivision administrative de la province du Baloutchistan au Pakistan. Créé en 2004, le district compte une importante frontière avec l'Iran. 
Essentiellement rural, le district est peuplé de quelque 180 000 habitants en 2017. Surtout pauvre et isolé, la population majoritairement baloutche vit de l’activité minière ainsi que de l'agriculture malgré un climat aride.

## Histoire
La région de Nushki tombe à l'issue de conflits sous l'influence de l'État de Kalat voisin durant le XVIIIe siècle, avant d'être directement administré par le Raj britannique à partir de 1896. Majoritairement musulman, Nushki rejoint le Pakistan lors de la création du pays en 1947. À partir de 1970, il est intégré dans le district de Chagai en tant que tehsil, avant de devenir un district séparé en 2004.

## Démographie

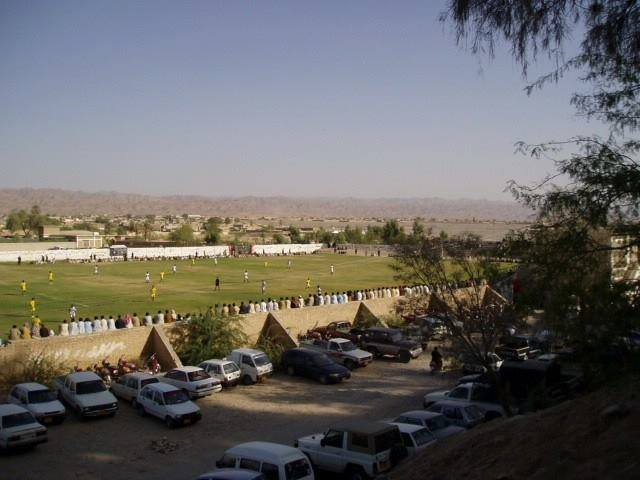
Un stade de football du district.

Lors du recensement de 1998, la population du district a été évaluée à 98 030 personnes, dont environ 24 % d'urbains. 
En 2009, l'alphabétisation est estimée à 47 % par les autorités, dont 60 % pour les hommes et 30 % pour les femmes.
Le recensement suivant mené en 2017 pointe une population de 178 796 habitants, soit une croissance annuelle inférieure à 3,2 %, semblable à la moyenne provinciale de 3,4 % mais supérieure à la moyenne nationale de 2,4 %. Le taux d'urbanisation augmente un peu pour passer à 26 %.
Le district est principalement peuplé par des tribus baloutches et brahouis, ainsi que des minorités pachtounes. Le district compte quelques des minorités religieuses : 0,6 % de chrétiens, 0,3 % d'hindous ainsi que quelques rares sikhs et zoroastriens, en 1998.

## Administration

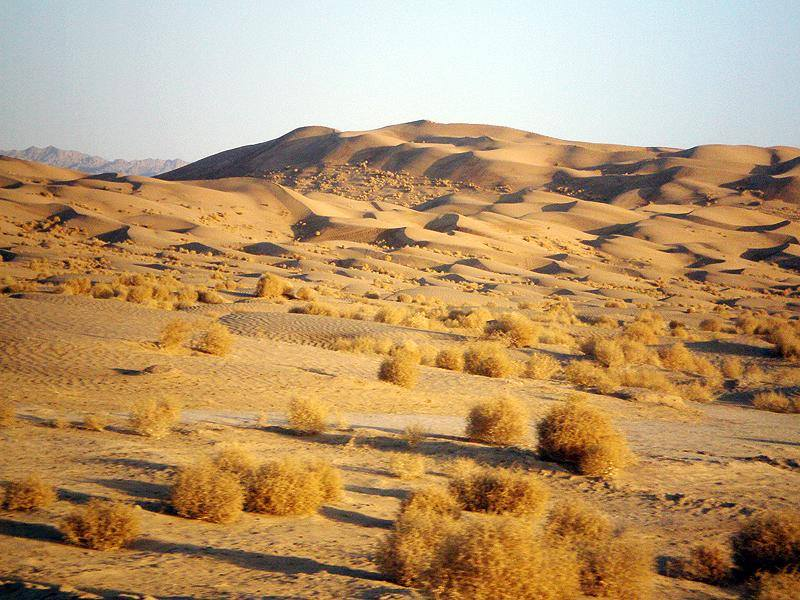
Paysage du district.

Lors du recensement de 2017, le district ne compte d'un seul tehsil, portant le même nom ainsi que 10 Union Councils. 
La capitale Nushki est la seule ville du district, c'est-à-dire considérée comme une zone urbaine par les autorités de recensement. Elle regroupe un quart de la population du district. 
| Ville  | Population (rec. 2017) |
| ------ | ---------------------- |
| Nushki | 46 386                 |

## Économie et éducation

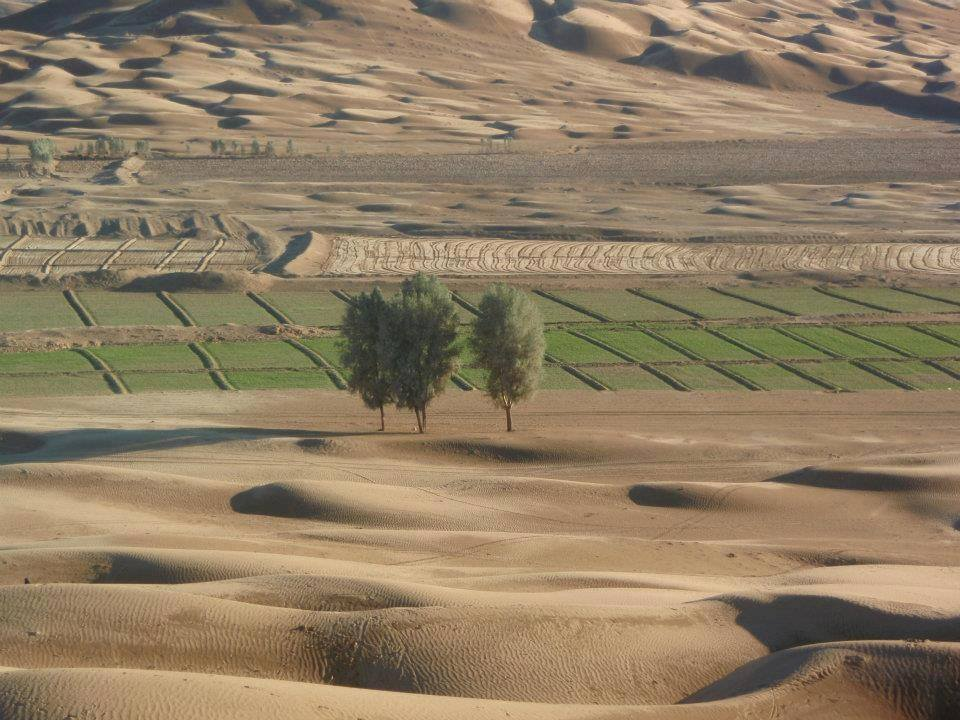
Champ cultivé au milieu du désert.

Nushki est un district désertique, pauvre et isolé des axes de communications. La population vit sous un climat aride qui rend l'agriculture difficile. Près de 18 % de la superficie totale est cultivée, soit environ 1 050 kilomètres carrés, avec une petite production surtout orientée vers le blé, l'orge, du cumin, la moutarde, la grenade et le raisin notamment.
Les services publics sont peu développés dans le district, notamment les infrastructures scolaires qui sont manquantes. Seuls 34 % des enfants sont scolarisés dans le primaire en 2009, et ce taux baisse à 21 % pour l'enseignement secondaire.
La capitale du district Nushki est connectée à la route nationale no 40, qui relie Taftan, le poste frontière avec l'Iran, avec la capitale provinciale Quetta. Le district est également traversé par une ligne de chemin de fer qui emprunte un trajet similaire.

## Politique
Depuis le redécoupage électoral de 2018, le district partage avec les districts de Chagai et Kharan la circonscription no 268 pour l'Assemblée nationale et est pleinement représenté par la circonscription 33 de l'Assemblée provinciale du Baloutchistan. Lors des élections législatives de 2018, les deux circonscriptions sont remportées par des candidats du Parti national baloutche,.
| Parti                                      | Voix   | %       |
| ------------------------------------------ | ------ | ------- |
| Parti national baloutche                   | 20 808 | 47,33 % |
| Parti baloutche Awami                      | 10 370 | 32,80 % |
| Muttahida Majlis-e-Amal                    | 4 819  | 32,80 % |
| Autres partis                              | 1 010  | 5,08 %  |
| Indépendants                               | 10 148 | 14,79 % |
| Total exprimés (participation : 56,2 %)    | 47 155 | 100 %   |
| Source : Commission électorale du Pakistan |        |         |